# Natalismo

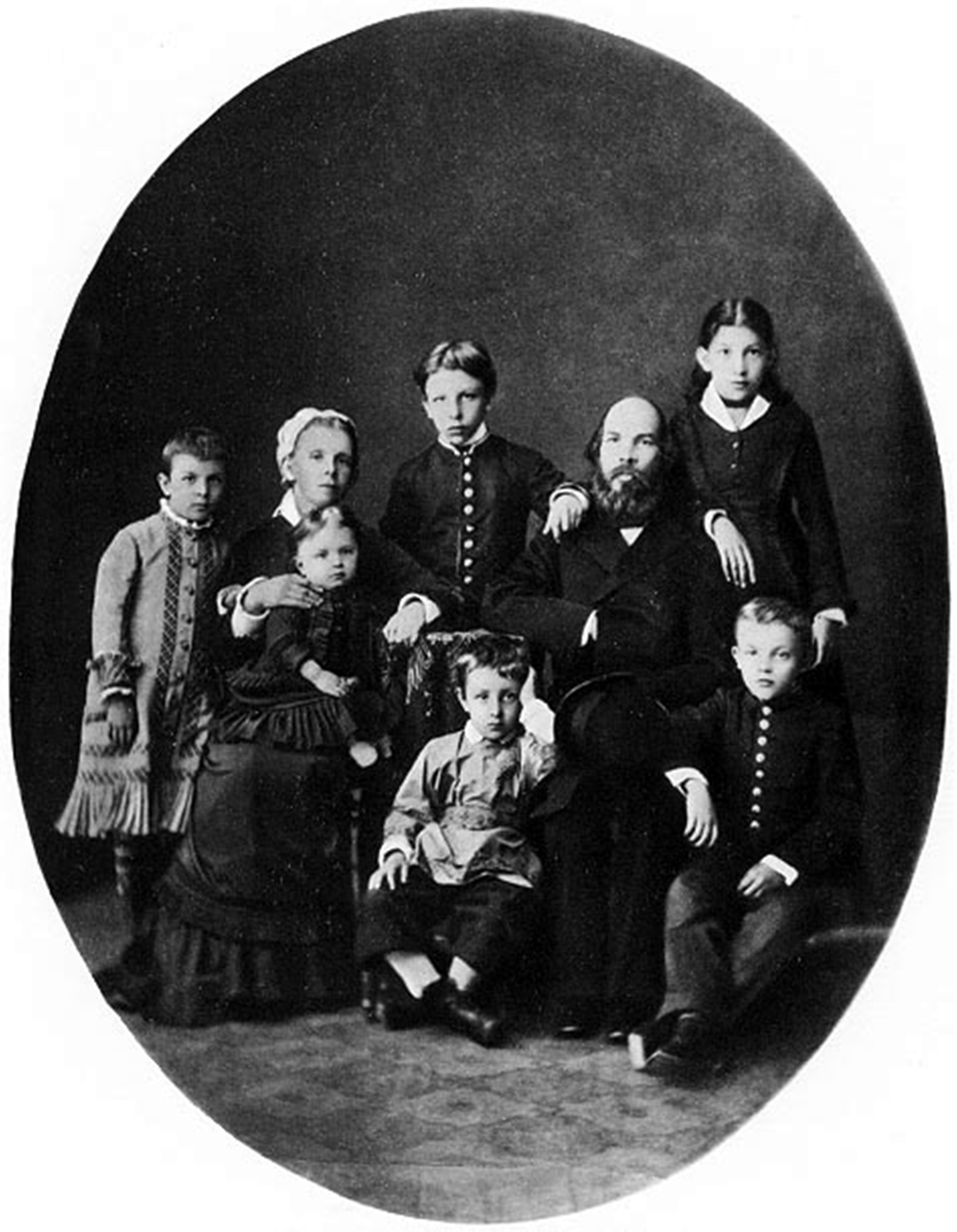
El natalismo ha buscado el aumento de la población para garantizar suficiente tropa para la guerra y mano de obra abundante.
En la fotografía de 1879 aparece una Familia nuclear con 6 hijos -los Ulyanov-. Las familias, a lo largo de la denominada transición demográfica, han ido reduciendo el número de hijos ya que la baja mortalidad habría permitido una alta supervivencia de los hijos nacidos y por tanto una reducción de los nacimientos a lo largo de los siglos, y.

El natalismo, pronatalismo o nacionalismo demográfico es la doctrina que promueve medidas de carácter político y socioeconómico para conseguir una mayor natalidad en un territorio o Estado. El natalismo se concreta en políticas demográficas nacionalistas. El natalismo propugna el aumento de la población con el objetivo de mantener lo que se considera un óptimo de población nacional para alcanzar fines bélicos -disponer de tropa rápidamente sustituible- o economicistas -disponer de mano de obra abundante a precios asequibles-. El natalismo es una forma de poblacionismo opuesto al antinatalismo y al malthusianismo.

## Objetivos políticos y demográficos del natalismo
El objetivo político del natalismo es incrementar los miembros de un grupo religioso, étnico o nacional para aumentar su poder e influencia política, social, económica y militar.
Para conseguir el objetivo político el natalismo promueve una abundante reproducción, ensalza las familias numerosas, la paternidad, la maternidad -la dedicación de la mujer al ámbito doméstico y la procreación-; por lo que defiende la creación de incentivos económicos y sociales para animar a la población de un país a reproducirse. El natalismo más estricto propugna limitar o prohibir el acceso a los métodos anticonceptivos así como la penalización de la práctica del aborto. El natalismo extremo o forzado promovería tanto el embarazado forzado -violaciones con el objeto de procrear- así como el casamiento forzoso y la cría de esclavos.
Algunas propuestas natalistas pueden inculcar los derechos humanos así como los derechos reproductivos y derechos sexuales reconocidos en las legislaciones nacionales e internacionales.

## Natalismo en el mundo

### Historia del natalismo
La promoción de la natalidad se ha practicado a lo largo de la historia para promover el aumento de la población ante las crisis de natalidad y pérdidas de población provocadas por migraciones, hambrunas, epidemias y guerras.
Durante el Imperio romano, César Augusto decide interferir en la vida privada de los ciudadanos romanos, sobre todo entre los patricios y los nobles, y con un solo objetivo en mente: crear una aristocracia militar y senatorial, aprobando en el año 18 a. C. la lex Iulia de maritandis ordinibus -ley Iulia matrimonial del 18 a. C.- que unida a la Lex Iulia de Adulteriis Coercendis (también del 18 a. C.) y la Lex Papia Poppaea (9 d. C.), formarán el corpus legislativo de las reformas augusteas familiares. Buscaba fomentar el matrimonio y la natalidad además de penalizar a los no casados y matrimonios sin hijos de patricios y nobles.. No hay ningún dato contrastable ni constatación histórica de que se hubiera producido, ni en época de César Augusto ni durante el Imperio romano, ninguna crisis demográfica que alentara estas leyes.
El natalismo surgiría como concepto moderno en Francia después de la Revolución Francesa. Durante el período de entreguerras -entre la primera y Segunda Guerra Mundial- se extendió por toda Europa y se afianzó después de la Segunda Guerra Mundial, al detectarse de nuevo una disminución de la población, tanto por las bajas en los frentes de guerra como por una importante reducción de la natalidad característica de las situaciones de penurias de las postguerras. En Europa el natalismo constituirá una parte importante de la ideología de los regímenes fascistas. El natalismo se relaciona con el nativismo frente al inmigrante y extranjero y ha sido puesto en práctica, en muy distinto grado, por numerosos países.
La urbanización y el proceso de urbanización, acelerados por la revolución industrial y los límites económicos del medio rural, conllevan la progresiva concentración de la población en las ciudades que se inicia en el siglo XVIII y sigue en los siglos XIX, XX y XXI. La concentración urbana de la población es una de las causas de la transición demográfica y la revolución reproductiva de los siglos XIX y XX y conlleva una pérdida significativa de la población rural así como una caída del índice de natalidad -por los costos del mantenimiento de las familias numerosas en el medio urbano- que se percibe como un problema poblacional por ciertos sectores de la sociedad.
En 2025 el natalismo es una política demográfica de países como Estados Unidos, Rusia, China, algunos países del Este de Europa con tasas negativas de crecimiento natural e Irán. En el año 2013 en Japón, país con baja mortalidad y natalidad, la representante del Partido Demócrata Liberal propuso la probibición del aborto con el objeto de aumentar la natalidad.

### Natalismo en Francia
Francia se considera uno de los países tradicionalmente natalista. El descenso de la fecundidad en Francia comenzaría tras la revolución francesa de 1789 provocando la alarma de asociaciones familiares (en 1896 se fundó la Alliance nouvelle contre la dépopulation), estamentos políticos y administrativos y oficinas estadísticas, que entendían el descenso de la fecundidad como una debilidad militar y por tanto un claro peligro para la supervivencia nacional. Pronto el mismo Estado francés comenzó a adoptar medidas natalistas que aún hoy perduran.
Francia era, a principios del siglo XX, el país europeo más pronatalista. Identificaba la baja natalidad con la decadencia nacional y con la pérdida de su poder militar y colonial. Alemania había sido enemigo natural de Francia durante muchos siglos, Alemania fue unificada como un moderno estado-nación en 1871, su mayor número de habitantes inquietaba a los franceses, de ese temor surge el natalismo oficial del Estado francés durante prácticamente todo el siglo XX, exacerbado durante los conflictos bélicos por la necesidad de tropa para la guerra.

### Natalismo en la Unión Soviética y en Rusia
Aunque el aborto libre fue legalizado en la URSS en 1920, y se admitió el trabajo extradoméstico femenino así como el divorcio -medidas que pueden verse como antinatalistas pero que respondían a reivindicaciones de igualdad de la mujer- con la Segunda Guerra Mundial se produjo el mayor número de bajas de todos los países participantes -llegándose a evaluar en 25 millones, entre soldados y civiles-, entonces en 1936 el régimen soviético no tuvo reparos en desmarcarse del marxismo ortodoxo, reacio a las políticas demográficas, y fomentar la natalidad. Se puso entonces fin a un fácil acceso al divorcio, al aborto, a la igualdad de las mujeres así como a la información y acceso a los métodos anticonceptivos, además se fomentó la natalidad. La justificación del natalismo, como en otros países, fue el patriotismo y las necesidades de tropa para alimentar el ejército. Así, en el año 1944 Stalin creó el título de Madre Heroína (madres con 10 hijos o más) y la Orden de la Gloria Maternal (para madres con 7, 8 o 9 hijos). Se llegó a conceder a casi medio millón de mujeres.
Rusia, soberana de nuevo desde 1990, alcanzó la cifra en 2010 de 142,9 millones de personas, 2,2 millones menos que en 2002. El descenso se inició a mediados de los años noventa, fenómeno asociado en un principio a la desintegración de la URSS y a los problemas sociales y económicos posteriores. No obstante, el crecimiento económico de Rusia a finales de la década de 1990 no ha interrumpido el paulatino descenso de la población razón por la que las autoridades rusas, considerando que el problema es el descenso poblacional, han promovido políticas natalistas consideradas arcaicas y falaces ya que el problema en Rusia no es la baja natalidad sino el descenso acusado de la esperanza de vida por el empeoramiento de las condiciones socioeconómicas y sanitarias.

### Natalismo en Suecia
La natalidad se redujo significativamente en la Europa occidental durante el período de entreguerras (entre la Primera Guerra Mundial y la Segunda Guerra Mundial. En Suecia se apreció en 1934 una importante crisis en los nacimientos por lo que se amplió enormemente el estado de bienestar, con atención médica gratuita y cuidado de niños, con el objeto de elevar el número de nacimientos en todas las clases sociales. La natalidad aumentó hasta alcanzar su punto máximo en 1946. En la actualidad Suecia tiene una política generosa de apoyo a la familia y la natalidad con permisos de maternidad amplios, reducciones de impuestos y guarderías y escolarización gratuitas. Las políticas familiares suecas están claramente relacionadas con el modelo nórdico de estado del bienestar que ofrece protección a la familia y a la mujer -ayudas a la maternidad, reducciones fiscales- y otras ayudas públicas para las familiares que permiten la conciliación laboral-familiar. En este tipo de políticas tuvo gran importancia el libro de 1934 Crisis in the population question del matrimonio de premios nobel Alva Myrdal y Gunnar Myrdal -ambos fueron ganadores de premio Nobel (Alva el de la Paz en 1982 y Gunnar el de Economía en 1974). Las políticas suecas natalistas que facilitan ayudas una vez se producen los hechos -embarazo y nacimiento- son distintas del modelo anglosajón que se dirige exclusivamente a situaciones demostradas de pobreza y del germánico que requiere aseguramiento previo de dichas circunstancias -maternidad/paternidad-.

### Natalismo en España
El natalismo tiene sus inicios con el golpe de Estado de 1936. La conjunción de tradicionalismo, catolicismo de Estado y nacionalismo fascista conformó una ideología demográfica en la que la familia ocupaba un lugar central para aumentar las tasas de natalidad. En 1938, todavía en plena guerra el bando franquista aprueba una ley de subsidio familiar que contempla préstamos a los recién casados así como premios a las familias numerosas. En la postguerra se creó el plus familiar, que las empresas unían a la masa salarial para distribuirlo entre los trabajadores en función del número de hijos, a condición de que la esposa no tuviese empleo extradoméstico. Ninguna de estas políticas tuvo el efecto deseado; la dura postguerra desanimaba a los habitantes del país tanto a los matrimonios precoces como a la procreación numerosa. Fue la emigración en masa, lo que vino a cambiar las políticas natalistas.[cita requerida]

#### La emigración de la postguerra
En España, la época de la postguerra posterior a la guerra civil española se alargó durante los años de la Segunda Guerra Mundial, por la situación de inseguridad política a escala global. Por ello las tasas de emigración más altas se produjeron en los años 50 del siglo XX, especialmente a partir de 1952 y, sobre todo, entre 1956 y 1959, cuando el grueso de la población (jóvenes adultos de ambos sexos) se dirigió hacia los países americanos. Y a partir de 1960, la dirección de la emigración española tomó rumbo hacia los países europeos (Alemania, Francia, Gran Bretaña y otros), que ha venido disminuyendo en función de la recuperación de la economía interna (agricultura, industria, comercio y turismo).[cita requerida]

#### Baby boomde los años sesenta y aumento de la inmigración
El boom económico de los años sesenta provocó un baby boom tardío y breve pero sin relación alguna con las políticas natalistas del régimen.
Aunque quedaban rescoldos de las políticas natalistas -descuentos en luz, agua, matrículas universitarias, viajes...- la natalidad no aparecía como preocupación destacada para ninguna fuerza política hasta 2012, cuando se produjo un bache, entre otras cosas porque la población en España había crecido -gracias al aumento de la esperanza de vida y la intensa inmigración en la última década del siglo XX y las dos primeras décadas del siglo XXI- más que a las cifras de natalidad que segúian siendo muy bajas. Como consecuencia de esta realidad reaparecen políticas natalistas infructuosas. El gobierno regional de Galicia promulgó en 2013 una ley en apoyo de la natalidad y un Plan de Dinamización Demográfica. En 2014, desde el gobierno de Mariano Rajoy, se indicaba los beneficios económicos de una mayor natalidad consecuencia de una ley del aborto más restrictiva a pesar de que no está demostrada relación alguna entre crisis económica y número de abortos.
A partir de 2018 los datos demográficos vuelve a subir la cifra a 47,43 millones de habitantes en 2021, no por cambios significativos en la natalidad, que cae desde la década de 1960, sino por el aumento de la inmigración.

### Natalismo y antinatalismo en China
La doctrina oficial sobre demografía y el crecimiento de la población fue, una vez proclamada la República Popular China en 1949, el natalismo. No todos defendían el natalismo nacionalista, así, el presidente de la Universidad de Pekín Ma Yinchu consideraba necesaria la planificación familiar ya en 1950, razón por la que fue cesado-.
El censo de 1953 mostraría una población de 583 millones de personas, más de los esperado. Las autoridades chinas se mostraron por primera vez receptivas a posiciones contrarias al natalismo -antinatalismo o neomalthusianismo-. A partir de agosto de 1959, el Ministerio de Salud Pública desarrolló una campaña de control de la natalidad rodeada de un gran esfuerzo propagandístico, aunque sin efectos visibles en la fecundidad. Es el primer intento que apenas dura unos meses ya que la Revolución Cultural, con su Gran Salto Adelante sumirán al país en el caos.
Entre 1958 y 1961 se produjo un hundimiento de la producción agrícola que tiene como primera consecuencia 20 millones de muertos de hambre. A partir de 1963 se toman algunas medidas dirigidas al control de la población como la promoción de las virtudes del matrimonio tardío. Así, los primeros años de la década de 1960 -en las ciudades- se reduce la fecundidad casi a la mitad entre los años 1963 y 1966. Definitivamente en 1972 se asume la política nacional de control de la natalidad o antinatalismo. La política de hijo único se establece en zonas urbanas en 1979, relajándose en 2013 cuando se permitió tener dos hijos a las parejas en las cuales el padre o la madre no tengan hermanos.
A partir de 2021, y ante la falta de resultados de las medidas pronatalistas establecidas en 2013, el gobierno de China volvió a implementar políticas natalistas. Se permitió a las familias tener un tercer hijo. Las tradiciones familiares patrilocales están cambiando, aspecto que se desconoce como puede haber afectado a la bajada de la tasa de natalidad.
En 2024 y ante la persistencia de la falta de nacimientos deseados por el gobierno -bajada de la tasa de natalidad y de la tasa de fertilidad- y demográficamente asociados a la vida urbana en todo el mundo, el gobierno chino impulsó una “nueva cultura de matrimonio y maternidad” para promover la procreación y animar a tener tres hijos por hogar. Se quiere evitar el alto "precio de la novia" que impide, retrasa y dificulta las bodas así como promover el máximo número de hijos.

### Natalismo en Rumanía
En el año 1966, la República Socialista de Rumania dirigida por Nicolae Ceaușescu aplicó una política natalista que se tradujo en una represión brutal de la práctica del aborto inducido. obligando a las mujeres a revisiones ginecológicas periódicas y estableciendo penalizaciones para las mujeres solteras y las parejas sin hijos. La Revolución de 1989 supuso el derrocamiento y ejecución de Nicolae y su esposa Elena Ceauşescu, el 25 de diciembre de 1989, desde dicha fecha cayó el crecimiento de la población en Rumanía como en muchos otros países del Este de Europa.

### Natalismo en Japón, Singapur, Corea del Sur y Taiwán
Algunas naciones como Japón, Singapur, Corea del Sur, y Taiwán han implementado o intentado implementar políticas intervencionistas natalistas, básicamente creando incentivos para las familias numerosas de los nacionales, no aplicables a los inmigrantes de otros países. En la mayoría de los casos se trata de una cuestión macroeconómica -Japón o Singapur- que podría resolverse con inmigración de otros países o claramente nacionalista -aumentar la población frente a un hipotético enemigo -caso de Corea del Sur y Taiwán.

### Natalismo en la República Islámica de Irán
Otro gobierno que ha defendido abiertamente la natalismo es el de la República Islámica del Irán, después de una pérdida enorme de su población durante la guerra entre Irán e Irak. El gobierno de Irán alentó a las parejas casadas a producir la mayor cantidad de hijos con el objeto de reemplazar las bajas de la guerra. Como resultado de esta actitud natalista, Irán ha experimentado un fuerte incremento de su población juvenil siendo aproximadamente el 75 % del total de su población menor de 30 años en 2007. El objetivo marcado por el ayatolá Ali Jamenei es alcanzar una población de 150 a 200 millones de habitantes, cuando en la actualidad Irán tiene unos ochenta millones de personas.
En agosto de 2014 el Parlamento de Irán aprobó una nueva ley que prohibía las vasectomías y las ligaduras de trompas así como la publicidad de los métodos anticonceptivos con la intención de elevar la tasa de fecundidad que estaba situada en 1,6 hijos por mujer. En mayo de 2014 Ali Jamenei firmó un decreto en el que pedía más bebés para reforzar la identidad nacional. Los sectores reformistas de Irán ven en la nueva ley un intento por devolver a la mujer a su papel tradicional.

### Natalismo en Serbia y antinatalismo en Kosovo
En Serbia, a finales de los años ochenta y a principios de los noventa del siglo XX se promovió una fuerte propaganda dirigida a las mujeres para parir por motivos patrióticos -defensa de la seguridad nacional-. Las autoridades advirtieron que en la parte este y central de Serbia, así como en la provincia norte (Vojvodina), la natalidad decrecía de forma preocupante, en tanto que en la provincia sur (Kosovo) crecía. El desequilibrio del crecimiento demográfico lo explicaban por motivos económicos y en principio no incluían criterios étnicos, así proponían medidas administrativas como la defensa de la familia ideal con 3 hijos. Sin embargo, ante los escasos resultados el discurso demográfico fue adquiriendo un carácter represivo y racista coincidiendo con el auge de la ideología nacionalista. A partir de enero de 1990 y hasta la actualidad, todas las propuestas de ley conllevan un criterio étnico. En el aspecto legal la resolución sobre la Renovación de Población de enero de 1990, así como las enmiendas realizadas en mayo de 1990) proponen claramente una doble política de población: pronatalidad para Serbia y Vojvodina y antinatalidad para Kosovo.

### Natalismo en Tíbet
De acuerdo con el especialista en Tíbet Melvyn Goldstein, la política de natalidad de la Región Autónoma del Tíbet frente a las autoridades chinas se considera como un principio de supervivencia étnica y han conseguido estar fuera de las limitaciones de planificación familiar -como la política de un solo hijo- impuestas por China. La comunidad tibetana en el exilio desalienta el mestizaje -las relaciones sexuales con extranjeros-, sin embargo, estas consignas no son particularmente seguidas por los tibetanos.

### Natalismo en Turquía
En mayo de 2012, el primer ministro de Turquía, Recep Tayyip Erdoğan sostuvo que el aborto es un asesinato y anunció que los preparativos legislativos para limitar severamente la práctica están en marcha. Erdogan también argumentó que la práctica del aborto inducido paraliza el crecimiento económico de Turquía. Antes de este cambio, Erdogan había pedido en repetidas ocasiones que cada pareja tenga al menos tres hijos.

### Natalismo en Portugal
En 2014 el gobierno de Portugal lanzó un plan de natalidad ante la pérdida de población. En 2013 hubo 7,9 nacimientos por 1000 habitantes y una mortalidad de 10,2 por 1000 habitantes, con una pérdida de 60 000 habitantes -de 10,48 millones a 10,42- causados tanto por el decrecimiento vegetativo como por la emigración de los jóvenes sin empleo en edad de procrear provocada por la particular crisis financiera en Portugal de 2011-2013 como consecuencia de la crisis económica europea y la crisis económica de 2008-2014. El proyecto plantea que las madres tengan jornada reducida sin perder salario, bonificar a las empresas que contraten a embarazadas así como aumentar las deducciones fiscales por hijos.

### Natalismo en Polonia
En 2017 el gobierno de Polonia bajo el mandato de la primera ministra Beata Szydło del Partido Ley y Justicia, de corte conservador y católico, lanzó una campaña natalista para acabar con el bajo índice de natalidad en la que anima a sus ciudadanos a reproducirse “como conejos”.

### Natalismo en Italia
En Italia el fascismo de Mussolini fue natalista y poblacionista a diferencia la época anterior, de corte liberal, más preocupada por los problemas de la emigración italiana hacia otros países y continentes (Inmigración italiana en Estados Unidos, Inmigración Italiana en Argentina...) El propio Mussolini consideraba el tema demográfico como un elemento clave en la construcción del estado fascista que puede reconocerse en el denominando Discorso dell’ Ascensione, en la Cámara de los Diputados el 26 de mayo de 1927.
En septiembre de 2016 el Ministerio de Sanidad italiano lanzó la campaña Día de la Fertilidad con el objeto de convencer a las mujeres para que sean madres cuanto antes y tengan más hijos. Fue polémica y criticada por su contenido racista y sexista. En 2017 el movimiento político CasaPound Italia emprendió una campaña de recogida de firmas para impulsar el Reddito Nazionale di Natalità (RNN), una asignación de 500€ mensuales por niño con el objeto de aumentar la natalidad. En 2023 tuvo lugar los "Estados Generales de la Natalidad" (Stati generali della natalitá) defendidos por la derecha política ante la necesidad del aumento de la natalidad, según su diagnóstico, y criticados por la izquierda política que considera errado dicho diagnóstico.

### Natalismo en Estados Unidos
En 2025, con la segunda presidencia de Donald Trump y junto con algunos de sus más cercanos seguidores como Elon Musk (con doce hijos en 2025) y J.D. Vance (contrario al aborto incluso en caso de violación o incesto), defensores de la necesidad de un "baby boom", postura que ha sido calificada de carácter racista y clasista ya que pretendería recuperar el "genuino espíritu americano de los Padres Fundadores" por ir dirigido al grupo social de los blancos estadounidenses (nativismo y racismo), excluyendo a la población autóctona negra y emigrantes, especialmente hispanos.
Existiría un temor a la hispanización de Estados Unidos, razón por la que se endurece la política de inmigración de los Estados Unidos y se lleva a cabo la expulsión directa de población hispana (de América Central y América del Sur) que lideró el crecimiento demográfico en el año 2023. Las medidas natalistas propuestas son, entre otras: prioridad a mujeres casadas para becas Fullbrigth, cheque de 5000 dólares por parto, cursos de formación sobre ciclos menstruales para promover los embarazos. La organización de carácter ultraconservador "Heritage Foundation" fue la redactora del Proyecto 2025, considerado por posiciones de izquierda como la institucionalización del trumpismo, en el que señalaban como perjudiciales para el aumento de la natalidad las políticas educativas que favorecían los estudios universitarios y retrasaban la formación de familias y la imposición de barreras para el acceso a la educación religiosa ya que ésta promueve, entre otras medidas, el sexo orientado a la reproducción y la prohibición del aborto. Otra de las organizaciones pronatalistas en "Pronatalist.org" que proponen crear la Medalla nacional de la Maternidad a las madres con seis o más hijos.

### Natalismo religioso
Muchas religiones, incluido el islam, el judaísmo y algunas ramas del cristianismo, incluyendo la Iglesia de Jesucristo de los Santos de los Últimos Días, y la Iglesia católica con su sacramento del matrimonio, alientan la reproducción y por tanto el natalismo.
Los amish, por ejemplo, se encuentran entre el grupo religioso con más rápido crecimiento en el mundo, con un promedio de 6,8 hijos por familia. El récord demográfico de fecundidad pertenece a una secta anabaptista, los hutteritas, fundada en el siglo XVI por Jakob Hutter, trasladándose en el siglo XIX desde Rusia a Dakota del Sur y extendiéndose por distintas partes de EE. UU. y de Canadá. Su fecundidad es algo superior a los diez hijos al completar su ciclo familiar. Este es el comportamiento que les convierte en el caso de referencia como máxima fecundidad jamás observada empíricamente,
Un movimiento reciente entre los protestantes conservadores, conocidos como los quiverfull, son defensores de las familias numerosas. Algunos estudiosos advierten que el natalismo de los quiverfull es similar a otros movimientos fundamentalistas, que también defienden la reproducción entre miembros del grupo religioso, tales como los judíos ultra-ortodoxos, luteranos amish, laestadianos en Finlandia y salafistas en el mundo musulmán.
Los versículos 88-90 del texto canónico del hinduismo conocido como Leyes de Manu pueden interpretarse como un apoyo a la reproducción: "El que constantemente realiza actos que lleva a los nacimientos futuros se hace igual a los dioses." Sin embargo, en el hinduismo existe una fuerte tradición de celibato practicada por los ascetas.
Desde organizaciones internacionales como el Congreso Mundial de Familias, CMF (World Congress of Families, WCF) y la Organización Internacional para La Familia (OIF) se defiende un natalismo nativista cristiano conservador. Figuras como el estaounidense Allan C. Carlson y los rusos Anatoly Antonov y Victor Medkov son influyentes en la difusión del mensaje de 'la familia natural' contraria a los derechos reproductivos, entre ellos el aborto, el reconocimiento de los derechos LGBT y del matrimonio entre personas del mismo sexo y defensores de la familia y la maternidad como ejes centrales de la sociedad.

## Críticas al natalismo
La crítica más importante que puede hacerse, tanto a las políticas de fomento de la natalidad -natalismo- como de control político de la natalidad -antinatalismo-, es la consideración general de que ambas políticas consideran a los seres humanos como meros medios o instrumentos para conseguir distintos fines, ya sean militares, económicos o políticos  (básicamene trabajadores en abundancia y soldados para los ejércitos). La libertad individual -establecida en los derechos humanos, los derechos reproductivos, los derechos sexuales y la salud reproductiva-, es la condición de justicia que tienen los seres humanos para decidir o no reproducirse. Las políticas estatales natalistas o antinatalistas son contrarias, desde ese punto de vista, a los intereses y la libertad de los individuos o ciudadanos de los distintos Estados.
El economista Dean Baker critica el uso interesado del nacionalismo demográfico a la hora de interpretar ideológicamente las cifras macroeonómicas; así y ante la aparición de datos de baja natalidad se argumentaría el peligro que supone para el mantenimiento de las pensiones. Para Baker, sin embargo, la realidad económica es que la productividad por trabajador está creciendo a cifras muy altas en todo el mundo lo que garantiza el sostenimiento de las pensiones. Considera que, en todo caso, una baja natalidad reduce el número de demandantes futuros de empleo lo que no es un problema para ellos sobre todo cuando se dan coyunturas de alto desempleo.
Hervé Le Bras ha criticado el natalismo francés, relacionándolo con el conservadurismo político e incluso con la extrema derecha. En 1990 Le Bras criticó la propia línea oficial del INED (Institut national d'études démographiques), institución en la que entonces era funcionario, lo que produjo un debate público con el director de dicha institución, Gerard Calot. Esta polémica produjo una campaña de desprestigio institucional contra Le Bras, quien respondió publicando dos libros, uno sobre la obsesión natalista francesa y, seis años después otro, sobre la vinculación de la demografía con la derecha del país.
Hans Rosling demostraría que la relación entre las religiones y el distinto número medio de hijos de las poblaciones que las siguen no existe, por tanto no puede ni debe establecerse esa relación. Los factores que determinan los niveles de fecundidad son múltiples y no existiría relación ni correlación entre religión y fecundidad.
El filósofo Jesús Mosterín critica a la Iglesia católica ya que no solamente prohíbe la interrupción voluntaria del embarazo sino también la contracepción, permitiendo solamente la castidad y el 'natalismo salvaje'.
El aumento de la población que vive en el medio urbano ha aumentado en las últimas décadas y repercute radicalmente en la bajada de la tasa de natalidad. Así, la población mundial que vive en las ciudades ha pasado del 34 % en 1960 a pasado al 57 % en 2023. Las causas son complejas, retraso en la constitución de parejas, mejor acceso a métodos anticonceptivos, alto precio de la vivienda, puestos de trabajo que impiden o no facilitan la crianza de los hijos. En todo caso, y con carácter general, puede decirse que en el medio rural la tradición de tener muchos hijos es considerada una inversión y una garantía de futuro, sin embargo, en el medio urbano tener hijos se considera un gasto muy importante -crianza, educación- y no necesariamente una garantía de futuro para los progenitores -ya que no hay garantía de que el lugar de residencia de los hijos sea la misma que la de los padres-. La reducción de la tasa de fertilidad y la tasa de natalidad están asociados a la vida urbana en todo el mundo, Solamente cuando se ha mejorado las condiciones de acceso a la vivienda, apoyo a la crianza de los hijos, permisos por maternidad y paternidad, etcétera, se ha conseguido, sobre todo en países nórdicos europeos, aumentar las tasas de natalidad que, desde puntos de vista económicos y políticos nacionalistas, eran consideradas bajas.

## Natalismo en la cultura popular
El cuento de la criada, ("The Handmaid's Tale"), escrito por Margaret Atwood, es una distopía sobre la obsesión de la fertilidad y el natalismo. De esta novela de ciencia ficción se hizo una película en 1990, con guion de Harold Pinter, y dirigida por Volker Schlöndorff titulada El cuento de la criada  (Die Geschichte der Dienerin). En 2016 se produjo una serie de televisión protagonizada por Elisabeth Moss como Offred. Margaret Atwood trabajó en la serie como consulting producer. La serie obtuvo 5 galardones en los premios Emmy 2017.